# Шевченко, Анжелика Викторовна
Анжелика Викторовна Шевченко (род. 29 октября 1987 года в Севастополе) — украинская и российская бегунья на средние дистанции. С 2002-2013 год являлась членом сборных команд Украины в беге на средние дистанции. С 2014 года начала процедуру смены гражданства, с июня 2017 года является гражданкой Российской Федерации. С 2018 года член сборной команд России.

## Карьера
Первым международным спортивным турниром для Шевченко стал юниорский чемпионат Европы 2005 года в Каунасе, где на дистанции 800 метров она заняла шестое место. Там же она завоевала бронзовую медаль в эстафете 4*400 м.
В 2006 году финишировала пятой в беге на 800 м на чемпионате мира среди юниоров уступив первому месту 0,3 секунды, и была пятой в эстафете 4*400 м.
Первым соревнованием на взрослом уровне для неё стал чемпионат Европы 2011 года в Париже. Спортсменка финишировала восьмой, показав на дистанции 1500 м результат 4 минуты 18,19 секунд. Причём в конце февраля на чемпионате Украины, прошедшем в Сумах, показатели Шевченко были выше — ту же дистанцию Анжелика преодолела за 4 минуты и 15,31 секунды. В том же году Шевченко отправилась на летнюю Универсиаду, где заняла девятое место.
В 2012 году Шевченко участвовала в летних Олимпийских играх в Лондоне, в квалификационном забеге на 1500 м преодолев дистанцию за 4.13 закончила соревнования не пройдя в следующий круг.
В декабре 2012 года на «Открытии зимнего сезона» в Санкт-Петербурге она установила личные рекорды на дистанциях 600 м и 1000 м (1:29,92 и 2:40,01). В начале января 2013 года установила ещё один личный рекорд в беге на 800 м (2:04,33) на Кубке Санкт-Петербурга. Лучший результат в том сезоне на своей любимой дистанции 1500 м она показала на чемпионате Ленинградской области — 4:07,65 (лучший результат сезона в Европе). В том сезоне Шевченко тренировалась в Санкт-Петербурге у заслуженного тренера России Шибаева Валентина Евгеньевича.
В 2013 году Анжелика Шевченко была дисквалифицирована на основании отклонений результатов анализа крови в её биологическом паспорте с 2011-2013 года. Для Шевченко отстранение от соревнований продлилось с 18 февраля 2013 по 17 февраля 2015 года. Аннулированы все результаты спортсменки, которые она показала, начиная со 2 июля 2011 года. Сюда вошли и её победы на соревнованиях Dusseldorf PSD Bank Meeting в беге на 1500 м, и на «Русской зиме», где Анжелика бежала на дистанции 1000 м. Данные о выступлении украинки в беге на 1500 м были удалены из протоколов чемпионата мира в Тэгу, зимнего европейского первенства в Стамбуле, чемпионата Европы в Хельсинки и Олимпиады в Лондоне. В июле 2017 года было объявлено, что она планирует поменять спортивное гражданство и выступать за Россию.
В 2018 году на зимнем чемпионате России (лёгкая атлетика в помещениях) завоевала золото в беге на 800 метров (2 минуты 4,43 секунды), тем самым впервые в лёгкой атлетике выиграв титулы чемпионатов России и Украины. Летом 2018 года на чемпионате России завоевала серебряную медаль в беге на 800 метров с личным рекордом. С 2018 года является членом  Сборной команд России.

## Личная жизнь
Замужем за российским легкоатлетом Валентином Смирновым. 7 января 2021 года родила дочь.